# 安帝兒
安帝兒，在業內以Andi Young為人熟知，是一位有臺英韓三國血統的亞裔創作歌手，詞曲作家，以及小提琴家。他最初透過在音樂共享網站SoundCloud發佈歌曲，開始了其音樂生涯。

## 生平
安帝兒是首位登上SoundCloud創作歌手榜首的亞裔音樂人。他4歲起學小提琴，8歲起學習聲樂与舞蹈。16歲时在2008年的歐洲歌唱大賽上贏得了『最佳舞台獎』。安帝兒深受許多年輕藝術家的啟發，例如多莉·艾莫絲，克里斯蒂娜·阿奎萊拉，和伊特·珍等。

## 事業
安帝兒的音樂生涯始於音樂共享網站SoundCloud上載歌曲。他演唱的『Time To Say Goodbye』（是時候說再見了）登上SoundCloud的『創作歌手』之榜首，並有超過三百萬的觀看次數。同樣來自他的『Star』（星）亦在同一類別佔據亞軍的位置，且其『You Go Left, I Go Right』（你向左走，我向右走）高居『鋼琴』名單的榜首。
安帝兒被美國樂評稱作『像是跨越東西的橋樑，觸及不同文化背景聽眾的心』。多年在百老匯和好萊塢的聲樂訓練，造就了他高亢，深邃的聲線。
目前，安帝兒正與葛萊美得獎製作人
羅伯特·L·史密斯
共同打造其EP專輯，羅伯特形容安帝兒的音域廣到似乎沒有極限，只要情感能表達到的，他都唱得到。

## 評價
美國文化雜誌《Paste》雜誌評價他的聲音讓人驚艷，音質獨特，讓人一聽就無法忘記。其針對安帝兒的單曲『Lonely Child』（孤單的小孩）發表的專題文章指出，安帝兒音樂天賦異稟，並用『久久不能忘懷』來形容其在《孤單的小孩》中的唱腔，完美地詮釋孤獨的孩子心中那種唯美的黑暗。

## 音樂作品

### 2016年作品：Lonely Child （孤單的小孩）
《孤單的小孩》是安帝兒的首隻個人單曲。後登上SoundCloud全球榜首。为了不讓等待的聽眾失望，因此在不斷練就歌藝和創作能力之後才推出《孤單的小孩》，敘述自己的成長歷程。在不同國家成長，一直探索自己的身分和在這個世界存在的位置讓安帝兒從排斥，憎惡自己，到擁抱自己的脆弱，學會如何堅強。《孤單的小孩》推出之後便被美國文化雜誌《Paste》雜誌作介紹，稱讚安帝兒極具特質的聲線和爆發力，並稱只有安帝兒的聲音能帶出歌曲裡唯美的黑暗之處。《孤單的小孩》旋律優美，一聽就讓人記得，歌詞簡單卻深刻，值得讓人細細體會其選詞的用意。《孤單的小孩》音樂錄影帶以新現實主義為藝術題材，一鏡到底，以極富戲劇張力的表演方式打造出形象鮮明的孤單小孩，畫面感極強。

## 引用
1. ↑  . Https:.   [October 4, 2016]. （原始内容存档于2016年10月5日）. 参数|newspaper=与模板{{cite web}}不匹配（建议改用{{cite news}}或|website=） (帮助)
2. 1 2  . Soundlooks.com.   [October 4, 2016]. （原始内容存档于2021-01-19）. 参数|newspaper=与模板{{cite web}}不匹配（建议改用{{cite news}}或|website=） (帮助)
3. ↑  .   [2016年10月4日]. （原始内容存档于2020年10月27日）.
4. ↑  .   [2016年10月4日]. （原始内容存档于2021年1月19日）.
5. ↑  .   [2016-12-26]. （原始内容存档于2016-12-26）.
6. ↑  .   [2016年10月4日].[]
7. ↑  . Yahoo Video.   [2016-12-26]. （原始内容存档于2016-12-26）.

## 外部連結
- (IMDb）上的資料
- Instagram帳戶 （页面存档备份，存于）
- YouTube上的视频 （页面存档备份，存于）
- Facebook專頁 （页面存档备份，存于）
- Twitter帳戶